# 武安国
| 姓名       | 武安国 |
| 出身地     | -      |
| 職官       | -      |
| 主君       | 孔融   |
| 家族・一族 | -      |

武 安国（ぶ あんこく）は、中国の通俗歴史小説『三国志演義』に登場する架空の武将。
孔融配下の猛将、鉄槌の使い手として『演義』第5回に登場。虎牢関の戦いの折に孔融に従い参戦する。呂布に得意の鉄槌を駆使し挑みかかるが、10余合打ち合った末に片腕を切り落とされ敗走する。この後、何とか味方に救われるが、そのまま物語中から姿を消す。
横山光輝の漫画『三国志』では、虎牢関の戦いで弁髪・巨漢の鉄槌の使い手が登場する。しかし、この武将は、呂布に子供のようにあしらわれた挙句、画戟で胸を突き通されて殺されている。なお、スーパーファミコン用ゲーム『横山光輝 三国志』シリーズでは、上記武将が武安国として登場している。